# Кайырма (Аламудунский район)
Кайырма — село в Аламудунском районе Чуйской области Кыргызстана. Административный центр Ак-Дёбёнского аильного округа. Население преимущественно занимается сельским хозяйством.  Код СОАТЕ — 41708 203 803 01 0.

## Население
По данным переписи 2009 года, в селе проживало 967 человек.